# Teakwood (schip, 1927)
De Teakwood was een Britse stoomtanker van 6.014 ton, die in de Tweede Wereldoorlog door een Duitse onderzeeboot werd aangevallen.

## Geschiedenis
De Teakwood werd afgebouwd in 1927 op de scheepswerf door Sir W. G. Armstrong, Withworth & Co. Ltd. Newcastle upon Tyne. De eigenaar was Molasses & General Transport Co. Ltd, Londen, met daar haar thuishaven.
Het schip reisde als onderdeel van het konvooi OA-7 van Falmouth naar Abadan, Iran. Er was een onbekend aantal bemanningsleden aan boord en het tankschip was geladen met ballast.
Volgens de nota's over haar bijna-verlies na 14.10 uur op 21 september 1939, vuurde de U-35 drie torpedo's, richting konvooi OA-7, ten zuidwesten van de Scilly-eilanden. Commandant Werner Lott van de U-35 miste een van de begeleidende torpedojagers en een tanker maar  beschadigden de Teakwood in positie 49°39’ Noord en 06°39’ West.  Er viel één dode onder het onbekend aantal opvarenden, doch het schip kon terugkeren naar de haven van Falmouth.
De Teakwood is uiteindelijk in 1955 in Briton Ferry gesloopt.